# Hilandarski tipik
Hilandarski tipik (srbsko Хиландарски типик/Hilandarski tipik) je srednjeveški spis, pisan na pergamentu. Napisal ga je Sveti Sava leta 1200 po zaključku pisanja Karejskega tipika. V tipiku je določil pravila meniškega življenja v samostanu Hilandar in oranizacijo samostanske uprave. Napisan je po zgledu na predgovor tipika konstantinopelskega samostana Milostne matere Božje.
Izvirnik tipika ni ohranjen. Obstaja zgoden prepis v obliki pergamentnega kodeksa, napisan verjetno v 20. letih 13. stoletja. Hrani ga samostan Hilandar.

## Vsebina
Hilandarski tipik vsebuje predpise za duhovno življenje v samostanu in organizacijo služb samostanske skupnosti. Samostan je upravljal iguman s širokimi pooblastili, vendar v dogovoru z zborom starešin. V vodenje samostana so bili vključeni tudi ekonom, cerkovnik (eklisijarh), ki je skrbel za glavno cerkev in namestitev menihov, dohijar in druge.  Igumane večjih samostanov sta skupaj izbirala kralj  in nadškof, kar je dalo velik družbeni ugled ne samo njim, ampak tudi samostanom samim. Vsi menihi so morali strogo spoštovati tri svoje zaobljube: devištvo, siromaštvo in poslušnost. Medsebojni odnosi so bili pod duhovnim in disciplinskim nadzorom igumana ali duhovnika, pri čemer se je zlasti pazilo na duh ljubezni in vzajemne pomoči. Skrb za bolne je v srbskih samostanih povzročila ustanavljanje pravih,  vendar zaprtih bolnišnic.

## Sklica
1. ↑  Mojsilović Igor. Manastir Hilandar. Pridobljeno 23. januarja 2014.
2. ↑  Sveti Sava:Sabrani prepisi. Pridobljeno 28. januarja 2014.

## Vir
- Trifunović, Đorđe (1990). Azbučnik srpskih srednjovekovnih književnih pojmova (2. izd.). Beograd: Nolit.